# Dmytriwka (hromada Kucurub)
Dmytriwka (ukr. Дмитрівка) – wieś na Ukrainie, w obwodzie mikołajowskim, w rejonie mikołajowskim, w hromadzie Kucurub. W 2001 liczyła 1193 mieszkańców.